# El Helicoide
El Helicoide är en byggnad i Caracas, Venezuela, ägd av den venezolanska regeringen. Den används som fängelse för vanliga och politiska fångar av den Bolivarianska Nationella Underrättelsetjänsten (SEBIN). Byggnaden som har formen av en tresidig spiral/pyramid, ritades ursprungligen som ett köpcentrum, men blev aldrig färdigt som sådant. Bygget utfördes av ett privat företag under dåvarande presidenten Marcos Pérez Jiménez regering 1956. 

## Historik
El Helicoide ritades av arkitekterna Pedro Neuberger, Dirk Bornhorst och Jorge Romero Gutiérrez. Projektet skulle inkludera 300 butiker, åtta biografer, en heliport, ett 5-stjärnigt hotell, en park, en ägarklubb och ett showpalats på sjunde nivån. Byggnaden har en ca 4 km lång ramp runt själva strukturen för fordon att komma till parkeringsplatser.
Projektet skulle 1958 kosta 10 miljoner dollar, eller cirka 110 miljoner dollar 2023. Som förberedelse för bygget vräktes många familjer från kåkstäderna i San Agustín och fick sina hem demolerade. Efter den venezolanska statskuppen 1958 som resulterade i störtandet av diktatorn Marcos Pérez Jiménez, anklagades utvecklare för att ha finansierats av Jiménez regering.
Den tillträdande regeringen vägrade att tillåta bygget av köpcentret, och rättstvister kring projektet involverade både utvecklarna, företagen och regeringen. Nelson Rockefeller lämnade erbjudanden om att ta över projektet, men lagar ledde till att hans förslag drogs tillbaka. År 1961 stannade byggandet, men samma år ställdes projektet ut på Museum of Modern Art i New York.
1975 förvärvade den venezolanska regeringen anläggningen. Mellan 1979 och 1982 ockuperade 10 000 husockupanter anläggningen tills de vräktes. Från 1984 installerades några statliga myndigheter i byggnaden, 1985 köpte DISIP ett 15-årigt hyresavtal för de två nedre våningarna i El Helicoide, där fängelseceller för närvarande finns. Byggnaden skadades allvarligt av ett bombdåd under de venezuelanska statskuppförsöken 1992, och kupolen reparerades senare efter dessa händelser. 
Under Nicolás Maduro-regimen har El Helicoide blivit ett ökänt fängelse för politiska fångar där tortyr och kränkningar av mänskliga rättigheter systematiskt ägt rum.
Sedan 2010 fungerar en del av El Helicoide som huvudkontor för National Experimental Security University (UNES). När oroligheterna växte kring Nicolás Maduros regering, omvandlades kontor och förråd till provisoriska förvaringsutrymmen för det växande antalet fångar. Den 16 maj 2018 inträffade ett fängelseupplopp i El Helicoide.